# بمباران اسکاربرو،هارتل‌پول و ویتبی
حمله به اسکاربورو، هارتل‌پول و ویتبی در ۱۶ دسامبر ۱۹۱۴ حمله ای بود که توسط نیروی دریایی امپراتوری آلمان در ماه‌های آغازین جنگ بزرگ به بنادر بریتانیایی اسکاربرو، هارتل‌پول، وست هارتلپول و ویتبی انجام شد. این بمباران‌ها با کشتار صدها غیرنظامی سبب افزایش خشم مردمی و آلمانی‌ستیزی بسیار گسترده در سراسر قلمروهای امپراتوری بریتانیا به ویژه بریتانیا و خود انگلستان شد.
همچنین سبب افزایش کینه علیه نیروی دریایی آلمان به دلیل حمله و نیروی دریایی سلطنتی به دلیل ناکامی در جلوگیری از آن را به دنبال داشت.